# Konqueror
Konqueror (Ко́нкерор, от KDE + conqueror; жарг. Конкве́рор) —
свободный веб-браузер и файловый менеджер, являющийся ключевым компонентом графической среды KDE.
Для вывода HTML по умолчанию используется движок KHTML, опционально может быть выбран Webkit. Технология KParts позволяет встраивать в Konqueror функциональность других программ, используемых для просмотра файлов различных типов, таких как звуковые, видео, файлы различий, документы KOffice, изображения.
Имя Konqueror — игра на именах других браузеров: сначала Netscape Navigator (мореплаватель, штурман), потом Internet Explorer (путешественник, исследователь), а потом — Konqueror (от англ. Conqueror — завоеватель, победитель). Буква C меняется на K по традиции для программ KDE, имя большинства из которых либо начинается на K, либо просто содержит эту букву.
До выхода KDE 4 Konqueror также использовался в KDE как менеджер файлов. Тем не менее, многие пользователи критиковали Konqueror за то, что он слишком сложен для простых операций с файлами. В результате разработчики разделили функциональность Konqueror на два отдельных приложения. Dolphin стал файловым менеджером, а Konqueror стал развиваться главным образом как веб-браузер. Благодаря поддержке технологии KIO он предоставляет гибкие возможности работы как с локальными файлами, так и с файлами, расположенными на удалённых серверах по протоколам FTP, SSH (fish://), WebDAV (webdav://).